# Bertha von Hillern

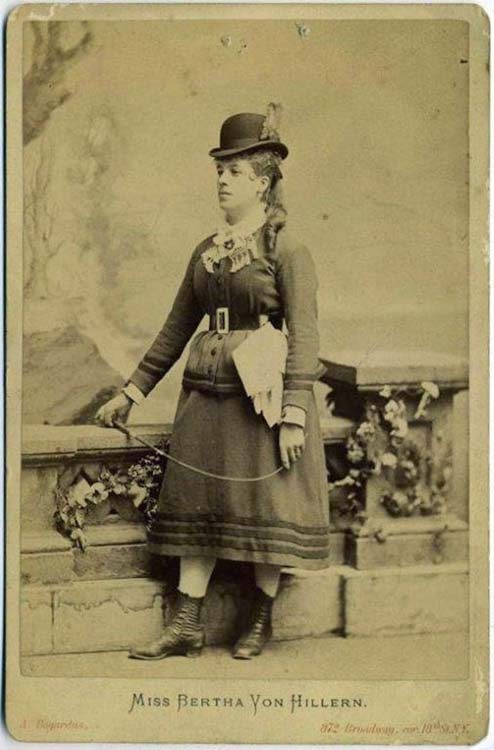
Bertha von Hillern (vor 1888)

Bertha von Hillern (* 4. August 1857 in Trier, Preußen; † 19. September 1939 in Staunton, Virginia) war eine deutschamerikanische Landschaftsmalerin und pedestrian.

## Leben

### Emigration und Athletin
Laut Appletons’ Cyclopædia of American Biography wurde von Hillern 1857 in Trier geboren. Davon abweichend führt die Datenbank Find a Grave das Jahr 1853 als Geburtsjahr an. Spätestens 1876 emigrierte sie in die Vereinigten Staaten, wo sie sich in den nächsten zwei Jahren als pedestrian betätigte. Der sogenannte Pedestrianismus war eine damals populäre Sportform, bei der Athleten lange Strecken gingen, ähnlich dem heutigen Geh- oder Laufsport. Von Hillern wurde auch deshalb zu einer pedestrian, weil sie überzeugt war, dass nicht nur Männer, sondern auch Frauen sportlich aktiv sein sollten. Zu ihrer Motivation erklärte sie:

„Ich habe immer einen Drang in mir gefühlt etwas Tüchtiges zu leisten, nur wußte ich nicht was, Sie wissen ja auch, wie schwer es uns in der Heimat gemacht wird. Ich wollte schon lange nach Amerika gehen, da ich wußte, daß ich dort leichter etwas beginnen könne, und als ich endlich von den Fußgängern und Dauerläufern hörte, wie das dort packte, dachte ich mir, nun das kannst du auch, ich war immer gut zu Fuß und ich kann den amerikanischen Mädchen und Frauen vielleicht anschaulich machen, daß es für sie viel gesunder wäre, so viel körperliche Bewegung zu machen, als wie die europäischen, besonders die deutschen Frauen. Meine Familie erfuhr von meinem Vorhaben erst, als ich den ersten großartigen Erfolg erzielt hatte, denn ich wollte nicht ausgelacht werden; übrigens werde ich nur mehr einige Vorstellungen geben, denn ich habe schon zu viele Nachahmerinnen gefunden, habe auch schon etwas Anderes vor, was aber Zeit braucht, bis ich damit vor die Oeffentlichkeit treten kann.“

Schon bald wurde sie dadurch bekannt, dass sie an verschiedenen Orten im Land Ein-Tages-Rennen über mehrere dutzend Meilen bestritt; viele dieser Rennen wurden zu öffentlichen Ereignissen. Große Aufmerksamkeit erregte sie, als sie innerhalb von 28 Stunden 100 Meilen lief.
Bekannt wurden ebenfalls von Hillerns Wettkämpfe mit Mary Marshall, mit der sie sich in mindestens zwei Sechstagerennen über 300 Meilen maß. Das erste Rennen in Chicago im Januar 1876 brach von Hillern unter Berufung auf ungerechte Kampfrichter ab, als sie mit 231 Meilen gegenüber Marshalls 234 Meilen in Rückstand geraten war. Das zweite Rennen in New York City gewann von Hillern deutlich mit 323,5 Meilen gegenüber Marshalls 281 Meilen, allerdings litt Marshall an geschwollenen Füßen. Für viele dieser Rennen und Wettkämpfe waren Preisgelder ausgeschrieben, mit denen sich von Hillern ihren Lebensunterhalt verdienen konnte. Insgesamt bestritt sie zwischen 1876 und 1878 mindestens 25 Rennen in dreizehn verschiedenen Städten.
So brachte im Jahre 1877 in der Stadt Providence „Frl. Bertha v. Hillern das unerhörte Kunststück oder eigentlich die Kraftprobe fertig, 50 [englische] Meilen in 11 Stunden 58 Minuten zu gehen“. Bei Zugrundelegung der US-Definition der Meile (1,609347 km) entspricht dies einer Durchschnittsgeschwindigkeit von rund 6,72 km/h. Für ihren Lauf war in einer Music Hall ein Rundkurs von 242 Fuß abgemessen. „Als sie zum letztenmale den Kreis durchschritt und noch gerade so rüstig und so elastischen Schrittes dahermarschirte wie im Anfange, da brach ein allgemeiner Sturm des Beifalls aus. Die Männer klatschten, jubelten, schwenkten ihre Hüte und die Damen schwenkten ihre Fächer.“
Die US-Suffragettenbewegung hob von Hillern in dieser Zeit als glühendes Beispiel für die Fähigkeiten von Frauen hervor. Nach 1878 gab sie den Sport auf, kurz vor dem Niedergang des Pedestrianismus.

### Landschaftsmalerin
Mit den Preisgeldern aus ihren Geh-Wettkämpfen konnte sich von Hillern Ende der 1870er bei William Morris Hunt (1824–1879), einem Vertreter der französischen Schule von Barbizon, in Boston zur Landschaftsmalerin ausbilden lassen. Die Schule von Barbizon war dadurch bekannt geworden, Landschaftsgemälde in völliger Abgeschiedenheit inmitten der Natur anzufertigen, und hatte unter anderem den Impressionismus inspiriert. In den Kursen lernte sie die Malerin Maria A’Becket kennen, mit der sie beschloss, nach dem Vorbild der Maler von Barbizon gemeinsam in die Abgeschiedenheit zu gehen. Die beiden Künstlerinnen zogen sich in eine Holzhütte ins ländliche Virginia zurück, die in den Wäldern nahe der Stadt Strasburg im Shenandoahtal lag. Dort hatten beide von 1881 bis 1888 den Mittelpunkt ihres künstlerischen Schaffens; in dieser Zeit arbeiteten sie dort etwa drei Viertel des Jahres an ihren Gemälden. Den Rest verbrachten die beiden damit, die US-Ostküste entlang zu reisen, um ihre Gemälde auszustellen und zu verkaufen. Das Schaffen der beiden wurde interessiert von diversen Medien der US-Ostküste begleitet.
Ihre Gemälde stellte von Hillern in den 1880er Jahren unter anderem in den American Art Galleries in New York City, in der Galerie Williams & Everett in Boston, in den Haseltine Galleries in Philadelphia und im Bostoner Museum of Fine Arts aus. Private Ausstellungen organisierten von Hillern und A’Becket zusammen regelmäßig im Bostoner Hotel Vendome. Von Hillerns Gemälde waren häufig figurativ-allegorisch und setzten eine christliche Thematik um. Obgleich ihre Gemälde damals in verschiedenen Katalogen auftauchten und das Lob von Kunstkritikern erhielten, ist ihr gesamtes malerisches Werk verschollen. Eines ihrer namentlich bekannten Gemälde ist The Monk Felix nach einem gleichnamigen Werk von Henry Wadsworth Longfellow.
1888 trennten sich die Wege der beiden Künstlerinnen; danach verliert sich die Spur von Hillerns weitgehend. Laut einem Zeitungsartikel in der Washington Post lebte sie 1910 zusammen mit der Schriftstellerin Emma Howard Wight in Middletown im nördlichen Shenandoahtal. Die Post berichtete damals, dass das Haus der beiden zum Ziel zweier Brandanschläge geworden sei. Von Hillern starb 1939 im Alter von 82 Jahren. Heute erinnert in Fishers Hill nahe der ehemaligen Holzhütte von Hillern und A’Becket unter dem Titel Creative Women of Fishers Hill ein historic marker an A’Becket, von Hillern und Emma Howard Wight.